# Micromesomma
Micromesomma cowani es una especie de araña migalomorfa de la familia Migidae. Es el único miembro del género monotípico Micromesomma. Es originaria de Madagascar.